# 科洛江卡
50°25′53″N 27°29′41″E / 50.43139°N 27.49472°E
科洛江卡（烏克蘭語：Колодянка），是烏克蘭北部的村莊，隸屬日托米爾州的茲維亞赫爾區。該村面積2.2平方公里，海拔高度227米，2001年人口833，人口密度每平方公里378.64人。